# Amastus rothschildiana
Amastus rothschildiana là một loài bướm đêm thuộc phân họ Arctiinae, họ Erebidae.